# Sportjahr 1901
Liste der Sportjahre

◄◄ | ◄ | 1897 | 1898 | 1899 | 1900 | Sportjahr 1901 | 1902 | 1903 | 1904 | 1905 | ► | ►►

Weitere Ereignisse  · Motorsportjahr

## Ereignisse

### Badminton
Höhepunkt des Badmintonjahres 1901 waren die All England, welche zum dritten Mal ausgetragen wurden.

#### Internationale Veranstaltungen
| Veranstaltung | Herreneinzel | Dameneinzel      | Herrendoppel                 | Damendoppel                | Mixed                                  |
| ------------- | ------------ | ---------------- | ---------------------------- | -------------------------- | -------------------------------------- |
| All England   | H. W. Davies | Ethel B. Thomson | H. L. Mellersh F. S. Collier | Daisey St. John E. Moseley | F. S. Collier Ellen Mary Stawell-Brown |

### Fußball
- 19. Januar: Der ungarische Fußballbund Magyar Labdarúgó Szövetség wird gegründet.
- 14. April: Der Grasshopper Club Zürich gewinnt die Schweizer Meisterschaft.
- 24. August: Die Freie Berliner Fußballvereinigung wird gegründet.
- 19. Oktober: Der Tschechische Fußballbund wird gegründet.

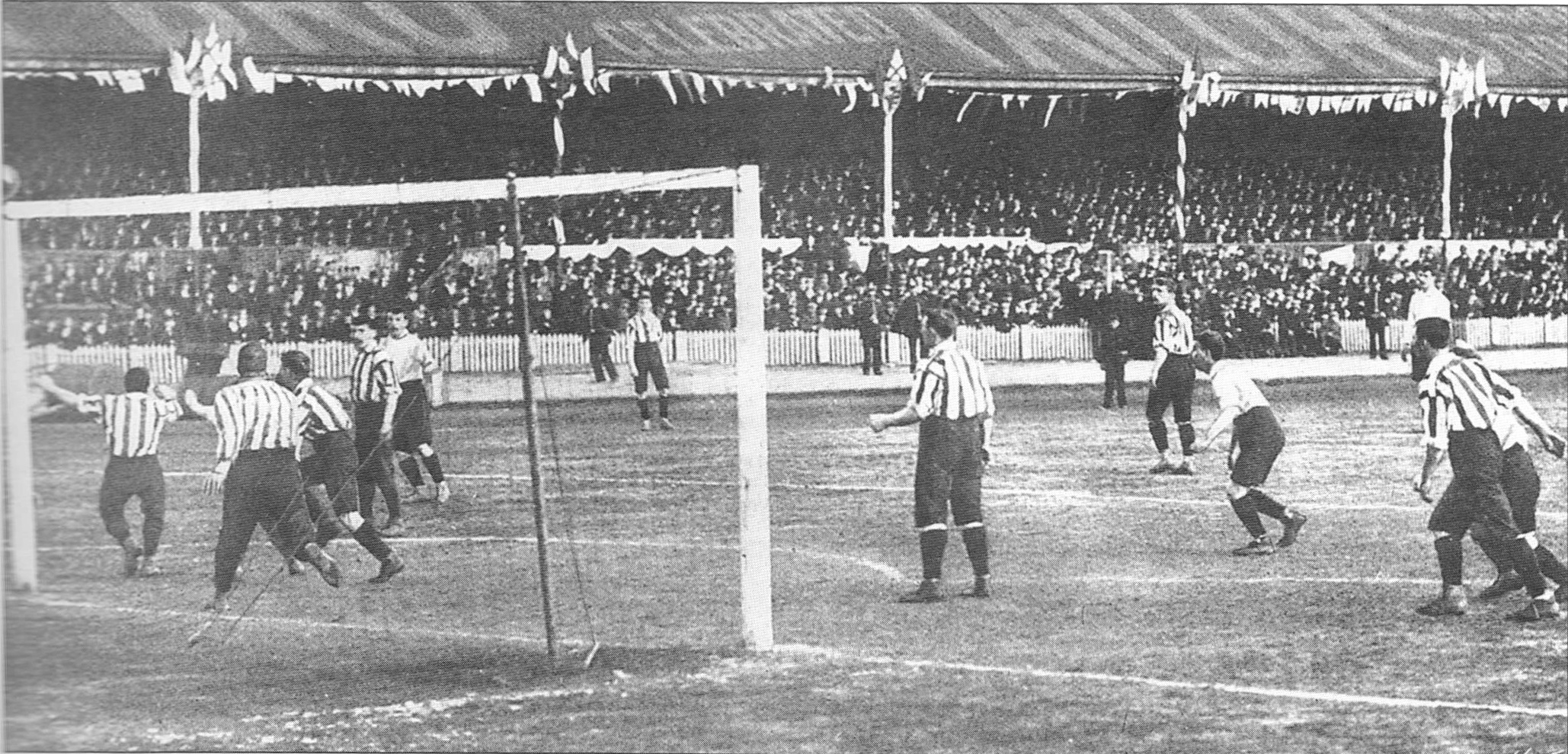
Finalspiel des FA Cup

- Der FC Liverpool gewinnt zum ersten Mal die englische Meisterschaft.
- AC Mailand wird italienischer Fußballmeister.
- Die ungarische Fußballliga Nemzeti Bajnokság wird eröffnet.
- Der Wiener AC gewinnt den ersten Wiener Tagblatt-Pokal.
- Der FC Askania Forst wird gegründet.

### Leichtathletik

#### Leichtathletikmeisterschaften
- Deutsche Leichtathletik-Meisterschaften 1901

#### Leichtathletik-Weltrekorde
- 5. August: Peter O’Connor, Irland, springt in Dublin im Weitsprung der Herren 7,61 m, nachdem er im gleichen Jahr schon 7,51 m, 7,54 m und 7,60 m gesprungen ist. Der Weltrekord hält über 20 Jahre und wird im Jahr 1912 von der International Amateur Athletics Federation (IAAF) in die erste offizielle Weltrekordsliste aufgenommen.

### Radsport

Thaddäus Robls Siegeszug als Steher begann in Berlin

- 7. bis 14. Juli: Die UCI-Bahn-Weltmeisterschaften 1901 finden auf der Radrennbahn in Berlin-Friedenau statt.

### Rudern
- Oxford besiegt Cambridge im Boat Race in 22'31".

### Rugby
- 9. März: Schottland gewinnt die Home Nations Championship 1901.

### Schwimmen
- Deutsche Schwimmmeisterschaften 1901

### Wintersport
- 13. Januar: Der Österreicher Gustav Hügel gewinnt die Eiskunstlauf-Europameisterschaft 1901 vor dem Deutschen Gilbert Fuchs und dem Schweden Ulrich Salchow.
- 9. bis 17. Februar: In Stockholm werden erstmals die Nordischen Spiele durchgeführt.
- 10./11. Februar: An der Eiskunstlauf-Weltmeisterschaft 1901 in Stockholm nehmen wie im Vorjahr nur zwei Männer teil. Sieger wird Ulrich Salchow vor Gilbert Fuchs.
- Carl Benzing konstruiert den ersten deutschen Fünferbob. Der von ihm Schwarzer Peter genannte offene Bob aus Stahlrohr fährt im selben Jahr erstmals auf dem Roten Weg bei Friedrichroda.

## Geboren

### Januar
- 01. Januar: Alaattin Baydar, türkischer Fußballspieler († 1990)
- 01. Januar: John Coard Taylor, US-amerikanischer Leichtathlet († 1946)
- 01. Januar: İsmet Uluğ, türkischer Fußballspieler und -funktionär sowie Boxer († 1975)
- 04. Januar: Ernesto Chaparro, chilenischer Fußballspieler († 1957)
- 04. Januar: Hermann zu Leiningen, deutscher Automobilrennfahrer († 1971)
- 04. Januar: Marian Spoida, polnischer Fußballspieler und -trainer († 1940)
- 08. Januar: Eugène Constant, französischer Ruderer und Rudersportfunktionär († 1970)
- 08. Januar: Joseph Albert Sullivan, kanadischer Eishockeytorhüter († 1988)
- 08. Januar: Torsten Svensson, schwedischer Fußballspieler († 1954)
- 11. Januar: Albert Dickin, britischer Schwimmer und Wasserspringer († 1955)
- 12. Januar: Joseph Moore, US-amerikanischer Eisschnellläufer († 1982)
- 16. Januar: Narve Bonna, norwegischer Skispringer († 1976)
- 16. Januar: Olle Dickson, schwedischer Schwimmer († 1995)
- 16. Januar: Artur Svensson, schwedischer Leichtathlet († 1984)
- 17. Januar: Robert Wyss, Schweizer Schwimmer und Wasserballspieler († 1956)
- 18. Januar: Charles Marshall, britischer Radrennfahrer († 1973)
- 18. Januar: Aleksander Rozmus, polnischer Skisportler († 1986)
- 19. Januar: Hans Moser, Schweizer Dressurreiter († 1974)
- 19. Januar: Dunc Munro, kanadischer Eishockeyspieler († 1958)
- 20. Januar: Karl Gilg, deutscher Schachspieler († 1981)
- 20. Januar: Cecil Griffiths, britischer Leichtathlet († 1973)
- 21. Januar: Clärenore Stinnes, deutsche Automobilrennfahrerin und Weltreisende († 1990)
- 21. Januar: Hannes Torpo, finnischer Leichtathlet († 1980)
- 21. Januar: Ricardo Zamora, spanischer Fußballspieler († 1979)
- 24. Januar: Josef Bím, tschechoslowakischer Skisportler († 1934)
- 24. Januar: Antoine Mazairac, niederländischer Radrennfahrer († 1966)
- 26. Januar: Henrique da Silveira, portugiesischer Degenfechter († 1973)
- 30. Januar: Rudolf Caracciola, deutscher Automobilrennfahrer († 1959)
- 31. Januar: Marvin Rick, US-amerikanischer Leichtathlet († 1999)

### Februar
- 01. Februar: Edvard Vesterlund, finnischer Ringer († 1982)
- 02. Februar: Jean Boyer, französischer Fußballspieler († 1981)
- 03. Februar: Georges Schiltz, luxemburgischer Radrennfahrer († 1981)
- 03. Februar: Sebestyén Schmidt, ungarischer Radrennfahrer († 1971)
- 03. Februar: Arvid Wallman, schwedischer Wasserspringer († 1982)
- 03. Februar: Hans Drakenberg, schwedischer Fechter († 1982)
- 04. Februar: Earle Wilson, US-amerikanischer Leichtathlet († 1989)
- 10. Februar: František Franěk, tschechoslowakischer Wasserballspieler und -schiedsrichter († 1973)
- 11. Februar: Bobby Monnard, französischer Eishockeyspieler († 1973)
- 11. Februar: Fritz Moser, österreichischer Eisschnellläufer und Ruderer († 1978)
- 13. Februar: Per Holmström, schwedischer Schwimmer († 1982)
- 13. Februar: Max Kröckel, deutscher Skisportler († 1986)
- 14. Februar: Manuel Armangué, spanischer Wasserballspieler († 1985)
- 14. Februar: Emil Janausch, österreichischer Leichtathlet († 1960)
- 17. Februar: Helmuth Kahl, deutscher Moderner Fünfkämpfer († 1974)
- 19. Februar: József Vértesy, ungarischer Wasserballspieler, Schwimmer und Schwimmtrainer († 1983)
- 20. Februar: Marc Detton, französischer Ruderer († 1977)
- 20. Februar: Franz Wanderer, deutscher Leichtathlet († 1944)
- 21. Februar: Emilio Comici, italienischer Alpinist und Höhlenforscher († 1940)
- 21. Februar: Pierre Lewden, französischer Leichtathlet († 1989)
- 22. Februar: Olga Orgonista, ungarische Eiskunstläuferin († 1978)
- 22. Februar: Karel Pechan, tschechoslowakischer Radrennfahrer († unbekannt)
- 24. Februar: Umberto Lungavia, italienischer Wasserballspieler († 1970)
- 25. Februar: Paul Fritsch, französischer Boxer († 1970)
- 26. Februar: József Braun, ungarischer Fußballspieler und -trainer († 1943)
- 27. Februar: William Neufeld, US-amerikanischer Leichtathlet († 1992)
- 27. Februar: Amisoli Patasoni, US-amerikanischer Leichtathlet († 1962)
- 27. Februar: George Vernot, kanadischer Schwimmer († 1962)
- 27. Februar: Goffredo Zehender, italienischer Automobilrennfahrer († 1958)
- 28. Februar: Gusztáv Rózsahegyi, ungarischer Leichtathlet († 1975)

### März
- 02. März: Hans Oldag, deutsch-US-amerikanischer Leichtathlet († 1978)
- 02. März: Raymond Talleux, französischer Ruderer († 1982)
- 03. März: Walter Spence, kanadischer Schwimmer († 1958)
- 03. März: Roger Turner, US-amerikanischer Eiskunstläufer († 1993)
- 10. März: Jules Lavigne, belgischer Fußballspieler († 1957)
- 12. März: Sardar Abdul Wahib, afghanischer Hockeyspieler († unbekannt)
- 13. März: Theodor Haag, deutscher Hockeyspieler († 1956)
- 13. März: Paavo Nuotio, finnischer Skisportler und Pesäpallospieler († 1968)
- 14. März: Sidney Atkinson, südafrikanischer Leichtathlet († 1977)
- 17. März: Hans Hoffmeister, deutscher Leichtathlet († 1980)
- 17. März: Rudolf Wetzer, rumänischer Fußballspieler († 1993)
- 19. März: Richmond Eve, australischer Wasserspringer († 1970)
- 19. März: Henrik Nádler, ungarischer Fußballspieler († unbekannt)
- 21. März: Suzanne Kiffer-Porte, französische Schwimmerin († 1985)
- 23. März: Émile Arbogast, französischer Schwimmer († 1978)
- 28. März: Fritz Hagmann, Schweizer Schwinger und Freistilringer († 1974)
- 28. März: Sydney Ramsden, australischer Radrennfahrer († 1975)
- 29. März: Friedrich Prehn, deutscher Leichtathlet († 1985)

### April
- 01. April: William Anderson, britischer Eishockeyspieler († 1983)
- 02. April: Louis Kuehn, US-amerikanischer Wasserspringer († 1981)
- 02. April: Edgar Mountain, britischer Leichtathlet († 1985)
- 05. April: Terence Arnold, britischer Bobfahrer († 1986)
- 05. April: Doggie Julian, US-amerikanischer Basketballtrainer († 1967)
- 06. April: Erminio Sertorelli, italienischer Skilangläufer († 1979)
- 10. April: George Dixon, US-amerikanischer Basketball- und Rugby-Union-Spieler († 1991)
- 10. April: Emilio Polli, italienischer Schwimmer († 1983)
- 14. April: Vincas Bartuška, litauischer Fußballspieler († 1988)
- 14. April: Charles Daggs, US-amerikanischer Leichtathlet († 1976)
- 14. April: Robert Guelpa, französischer Ruderer († 1974)
- 15. April: Joe Davis, englischer Snooker- und Billardspieler († 1978)
- 16. April: Édouard Crut, französischer Fußballspieler († 1974)
- 17. April: Bernard Carp, niederländischer Segler († 1966)
- 17. April: George Hill, US-amerikanischer Leichtathlet († 1992)
- 21. April: Charles Payot, französischer Eishockeyspieler († unbekannt)
- 22. April: Herbert Plaxton, kanadischer Eishockeyspieler († 1970)
- 23. April: George Mitchell, US-amerikanischer Wasserballspieler († 1988)
- 23. April: Olle Zetterstrom, US-amerikanischer Skilangläufer († 1968)
- 26. April: Gustav Wagner, luxemburgischer Bobfahrer († 1972)
- 27. April: Antun Banek, jugoslawischer Radrennfahrer († 1987)
- 28. April: Henry Stallard, britischer Leichtathlet († 1973)
- 30. April: György Orth, ungarischer Fußballspieler und -trainer († 1962)
- 30. April: René Ricolfi-Doria, Schweizer Schwimmer und Wasserballspieler († 1970)
- 000April: Gaetano Lanfranchi, italienischer Bobfahrer († 1983)

### Mai
- 07. Mai: Stephen Ruddy, US-amerikanischer Schwimmer und Wasserballspieler († 1964)
- 08. Mai: Otto Kaiser, österreichischer Eiskunstläufer († 1977)
- 15. Mai: Fritz Brenne, deutscher Tennisfunktionär († 2003)
- 15. Mai: Luis Monti, argentinisch-italienischer Fußballspieler († 1983)
- 16. Mai: Sven Utterström, schwedischer Skilangläufer († 1979)
- 19. Mai: Arnold Martignoni, Schweizer Eishockeytorhüter († 1984)
- 19. Mai: Kenneth Preston, britischer Regattasegler († 1995)
- 19. Mai: Hans Soenius, deutscher Motorradrennfahrer († 1965)
- 20. Mai: Max Euwe, niederländischer Schachspieler und 5. Schachweltmeister († 1981)
- 22. Mai: Per Cederblom, schwedischer Schwimmer († 1987)
- 22. Mai: Dagmar Salén, schwedische Seglerin († 1980)
- 24. Mai: José Nasazzi, uruguayischer Fußballspieler († 1968)
- 26. Mai: Bohumil Turek, tschechoslowakischer Motorrad- und Automobilrennfahrer († 1972)
- 28. Mai: Karl Otto Stegmann, deutscher Motorradrennfahrer († 1930)
- 29. Mai: Richard Donovan, US-amerikanischer Eisschnellläufer († 1985)
- 29. Mai: William Nichol, britischer Sprinter  († 1955)

### Juni
- 01. Juni: Joop ter Beek, niederländischer Fußballspieler († 1934)
- 02. Juni: Václav Bucháček, tschechoslowakischer Schwimmer († 1974)
- 02. Juni: Franz Diener, deutscher Schwergewichtsboxer († 1969)
- 02. Juni: Terence Sanders, britischer Ruderer († 1985)
- 06. Juni: Hans Stelges, deutscher Leichtathlet († 1986)
- 08. Juni: Henri Couttet, französischer Eishockeyspieler († 1953)
- 09. Juni: Erich Rademacher, deutscher Schwimmer und Wasserballspieler († 1979)
- 12. Juni: Harold Muller, US-amerikanischer Leichtathlet und American-Football-Spieler († 1962)
- 13. Juni: Nils Backstrom, US-amerikanischer Skilangläufer († 1978)
- 13. Juni: Paul Fässler, Schweizer Fußballspieler († 1983)
- 19. Juni: Joseph De Combe, belgischer Schwimmer und Wasserballspieler († 1965)
- 22. Juni: Oliver Horn, US-amerikanischer Wasserballspieler († 1960)
- 22. Juni: Elias Katz, finnischer Leichtathlet († 1947)
- 23. Juni: Richard Ripley, britischer Leichtathlet († 1996)
- 24. Juni: Alf Konningen, norwegischer Skirennläufer († 1978)
- 26. Juni: Sebastian Huber, deutscher Bobfahrer († 1985)
- 28. Juni: Maurice Degrelle, französischer Leichtathlet († 1987)
- 28. Juni: Kurt Helbig, deutscher Gewichtheber († 1975)
- 29. Juni: Putte Kock, schwedischer Sportler († 1979)
- 30. Juni: Erik Mellbin, schwedischer Segler († 1955)

### Juli
- 04. Juli: Curtis Shears, US-amerikanischer Fechter († 1988)
- 05. Juli: Julio Libonatti, argentinischer Fußballspieler († 1981)
- 13. Juli: Ernest Riedel, US-amerikanischer Kanute († 1983)
- 15. Juli: Paulo d’Eça Leal, portugiesischer Degenfechter († 1977)
- 16. Juli: Henri Matter, französischer Schwimmer († 1983)
- 17. Juli: Luigi Chinetti, italienisch-US-amerikanischer Automobilrennfahrer († 1994)
- 20. Juli: Ferdinand Glück, italienischer Skisportler († 1987)
- 23. Juli: Edward Mitchell, US-amerikanischer Ruderer († 1970)
- 23. Juli: Eugene Oberst, US-amerikanischer Leichtathlet († 1991)
- 26. Juli: Umberto Caligaris, italienischer Fußballspieler und -trainer († 1940)
- 26. Juli: Louis Dufour, Schweizer Eishockeyspieler († 1960)
- 27. Juli: Ludwik Turowski, polnischer Radrennfahrer († 1973)
- 30. Juli: Arnaldo Carli, italienischer Radrennfahrer († 1972)
- 30. Juli: James Carson, US-amerikanischer Wasserballspieler († 1964)
- 30. Juli: Maurice Norland, französischer Leichtathlet († 1967)

### August
- 01. August: Gérard Blitz, belgischer Schwimmer und Wasserballspieler († 1979)
- 03. August: Casiano Chavarría, bolivianischer Fußballspieler († unbekannt)
- 05. August: Robert Desmettre, französischer Wasserballspieler († 1936)
- 07. August: George Renwick, britischer Sprinter († 1984)
- 09. August: Eugenio Gret, argentinischer Radrennfahrer († unbekannt)
- 10. August: Mona Rüster, deutsche Tischtennisspielerin († 1976)
- 11. August: Paul Martin, Schweizer Leichtathlet († 1987)
- 11. August: Karl Schulz, deutscher Fußballspieler († 1971)
- 12. August: Werner Proft, deutscher Hockeyspieler († 1989)
- 13. August: Hans Laurids Sørensen, dänischer Turner († 1974)
- 14. August: Håkon Bryhn, norwegischer Segler († 1968)
- 17. August: László Hartmann, ungarischer Automobilrennfahrer († 1938)
- 18. August: Åke Borg, schwedischer Schwimmer († 1973)
- 18. August: Arne Borg, schwedischer Schwimmer († 1987)
- 21. August: Anders Ström, schwedischer Skilangläufer († 1986)
- 26. August: Tullio Campagnolo, italienischer Radsportler, Gründer der Firma Campagnolo († 1983)
- 26. August: Frankie Genaro, US-amerikanischer Boxer († 1966)
- 29. August: Sherwin Badger, US-amerikanischer Eiskunstläufer († 1972)
- 31. August: Carlos Van den Driessche, belgischer Eishockeyspieler († 1972)
- 31. August: Friedrich-Wilhelm Wichmann, deutscher Leichtathlet († 1974)

### September
- 01. September: Martin Schröttle, deutscher Eishockeyspieler († 1972)
- 02. September: Adolph Rupp, US-amerikanischer Basketballtrainer († 1977)
- 04. September: Aleksander Małecki, polnischer Säbelfechter († 1939)
- 06. September: Édouard Écuyer de le Court, belgischer Moderner Fünfkämpfer († 1951)
- 06. September: Wildcat Wilson, US-amerikanischer American-Football-Spieler († 1963)
- 08. September: Rie Beisenherz, niederländische Schwimmerin und Wasserballspielerin († 1992)
- 08. September: Guglielmo Bossi, italienischer Radrennfahrer († 1962)
- 08. September: Mario González, uruguayischer Boxer († unbekannt)
- 10. September: Raymond Kegeris, US-amerikanischer Schwimmer († 1975)
- 11. September: Harry Frieda, US-amerikanischer Leichtathlet († 1983)
- 13. September: Mario Gruppioni, italienischer Ringer († 1939)
- 15. September: Ragnar Magnusson, schwedischer Leichtathlet († 1981)
- 16. September: Andrée Brunet, französischer Eiskunstläuferin († 1993)
- 16. September: Ugo Frigerio, italienischer Leichtathlet († 1968)
- 16. September: Albert Thévenon, französischer Wasserballspieler († 1959)
- 17. September: Michelangelo Bernasconi, italienischer Ruderer († 1943)
- 17. September: Gunnar Kalén, schwedischer Motorradrennfahrer († 1934)
- 18. September: Moss Christie, australischer Schwimmer († 1978)
- 24. September: David Carnegie, britischer Skisportler († 1963)
- 25. September: Bud Houser, US-amerikanischer Leichtathlet († 1994)
- 27. September: Cosme Saavedra, argentinischer Radrennfahrer († 1967)
- 30. September: Oskar Ritter, deutscher Fußballnationalspieler († 1985)

### Oktober
- 01. Oktober: José Leandro Andrade, uruguayischer Fußballspieler († 1957)
- 03. Oktober: Franciszek Kawa, polnischer Skilangläufer und Leichtathlet († 1985)
- 03. Oktober: Arvid Laurin, schwedischer Segler († 1998)
- 04. Oktober: Guido Cominotto, italienischer Leichtathlet († 1967)
- 04. Oktober: Tex Hamer, US-amerikanischer American-Football-Spieler († 1981)
- 05. Oktober: Július Balász, tschechoslowakischer Schwimmer, Wasserballspieler und Wasserspringer sowie Trainer und  Schwimmsportfunktionär († 1970)
- 07. Oktober: Frank Boucher, kanadischer Eishockeyspieler und -trainer († 1977)
- 09. Oktober: Douglas Neame, britischer Leichtathlet († 1988)
- 12. Oktober: John Elliott, britischer Boxer († 1945)
- 12. Oktober: Ernst Karlberg, schwedischer Eishockeyspieler († 1987)
- 14. Oktober: Harry Stuhldreher, US-amerikanischer American-Football-Spieler und -Trainer († 1965)
- 16. Oktober: Federico Munerati, italienischer Fußballspieler († 1980)
- 19. Oktober: David Collet, britischer Ruderer († 1984)
- 19. Oktober: Pierre Guilloux, französischer Leichtathlet († 1937)
- 20. Oktober: Luigi Tasselli, italienischer Radrennfahrer († 1971)
- 27. Oktober: Luis Brunetto, argentinischer Leichtathlet († 1968)
- 28. Oktober: Pedro Elsa, argentinischer Leichtathlet († unbekannt)
- 29. Oktober: Otto Bucher, Schweizer Ruderer († unbekannt)
- 30. Oktober: Leighton Dye, US-amerikanischer Leichtathlet († 1977)
- 30. Oktober: Nieves Hernández, mexikanischer Fußballspieler († 1986)
- 30. Oktober: Edward Kirby, US-amerikanischer Leichtathlet († 1968)
- 31. Oktober: Elis Sandin, schwedischer Skilangläufer († 1987)

### November
- 01. November: Andy Houting, kanadischer Radrennfahrer († 1975)
- 03. November: Al LeConey, US-amerikanischer Leichtathlet und Olympiasieger († 1959)
- 08. November: Grete Heckscher, dänische Fechterin († 1987)
- 10. November: Robert Marchal, französischer Leichtathlet († 1961)
- 12. November: Hans Grieder, Schweizer Turner († 1995)
- 12. November: Adolfo Mengotti, Schweizer Fußballspieler († 1984)
- 13. November: Kurt Wollinger, österreichischer Eishockeyspieler und -schiedsrichter († 1983)
- 15. November: Elmar Kaljot, estnischer Fußballspieler und -trainer († 1969)
- 15. November: Marin Nikolow, bulgarischer Radrennfahrer († unbekannt)
- 16. November: Marcel Domergue, französischer Fußballspieler († unbekannt)
- 19. November: Tadeusz Adamowski, polnischer Eishockeyspieler und -trainer († 1994)
- 20. November: José Leandro Andrade, uruguayischer Fußballspieler († 1957)
- 22. November: Chester Bowman, US-amerikanischer Leichtathlet († 1936)
- 23. November: Louis Clarke, US-amerikanischer Leichtathlet und Olympiasieger († 1977)
- 24. November: Leonard Martin, britischer Segler († 1967)
- 24. November: Reidar Ødegaard, norwegischer Skilangläufer und Nordischer Kombinierer († 1972)
- 27. November: Mario De Negri, italienischer Leichtathlet († 1978)
- 28. November: Gustave Klein, französischer Schwimmer († 1962)
- 28. November: Hélder de Souza, portugiesischer Springreiter († 1957)

### Dezember
- 01. Dezember: Josef Walter, Schweizer Kunstturner († 1973)
- 02. Dezember: Raimundo Orsi, argentinisch-italienischer Fußballspieler († 1986)
- 03. Dezember: Glenn Hartranft, US-amerikanischer Leichtathlet († 1970)
- 03. Dezember: Mildred Wiley, US-amerikanische Leichtathletin († 2000)
- 06. Dezember: Paul Gerhardt, deutscher Leichtathlet († 1956)
- 12. Dezember: Harald Kaarman, estnischer Fußballspieler († 1942)
- 13. Dezember: Friedrich Gschweidl, österreichischer Fußballspieler und -trainer († 1970)
- 14. Dezember: Henri Cochet, französischer Tennisspieler († 1987)
- 14. Dezember: Eugen Geiwitz, deutscher Fechter († 1984)
- 15. Dezember: Lucienne Rouet, französische Schwimmerin († 1943)
- 19. Dezember: Kurt Friedrich, deutscher Motorradrennfahrer († 1995)
- 22. Dezember: Joseph Beerli, Schweizer Bobfahrer († 1967)
- 23. Dezember: John Schmitt, US-amerikanischer Ruderer († 1991)
- 24. Dezember: John Willems, US-amerikanischer Vielseitigkeitsreiter († 1976)
- 26. Dezember: James MacNabb, britischer Ruderer († 1990)
- 31. Dezember: Bohuslav Josífek, tschechoslowakischer Skisportler († 1980)

### Datum unbekannt
- Dumitru Armășel, rumänischer Rugbyspieler († unbekannt)
- Luigi Faure, italienischer Skispringer († 1974)
- Ferdinand Kaindl, österreichischer Leichtathlet († unbekannt)
- José Morales, mexikanischer Moderner Fünfkämpfer († unbekannt)
- Arthur Reinmann, Schweizer Gewichtheber († 1983)
- Paul Vidrașcu, rumänischer Rugbyspieler († unbekannt)

## Gestorben
- 21. Mai: Joseph Olivier, französischer Rugbyspieler (* 1874)
- 21. Juni: Henri Helle, französischer Bogenschütze (* 1873)
- 15. September: Carl Philipp Euler, deutscher Turnpädagoge und Schriftsteller (* 1828)
- 26. Oktober: Alfred Tysoe, britischer Leichtathlet und Olympiasieger (* 1874)

- Marcel Lambert, französischer Fußballspieler (* 1876)